# Лондончани
Лондончани (на английски: Londoners) са жителите на град Лондон, столицата на Обединеното кралство. Това е списък с най-известните от тях.

## Родени в Лондон

### Родени до 1900
- Чарлз Бабидж (1791 – 1871), математик
- Джордж Байрон (1788 – 1824), поет
- Оуен Барфийлд (1898 – 1997), философ
- Френсис Бейкън (1561 – 1626), философ
- Хенри Бейкър (1698 – 1774), естественик
- Инид Блайтън (1897 – 1968), писателка
- Уилям Блейк (1757 – 1827), поет и художник
- Уилям Блекстоун (1723 – 1780), юрист
- Хорейшо Ботъмли (1860 – 1933), бизнесмен и политик
- Ани Виванти (1866 – 1942), италианска писателка и поетеса
- Виктория (1819 – 1901), кралица
- Джоузеф Грималди (1778 – 1837), актьор
- Джордж III (1738 – 1820), крал
- Джордж IV (1762 – 1830), крал
- Артър Йънг (1741 – 1820), общественик
- Израел Зангвил (1864 – 1926), писател
- Джоузеф Ланкастър (1778 – 1838), учител
- Уилям Лемб (1779 – 1848), политик
- Джон Лъбок (1834 – 1913), археолог
- Реджиналд Маккена (1863 – 1943), политик
- Алфред Маршал (1842 – 1924), икономист
- Джон Стюарт Мил (1806 – 1873), философ
- Бърнард Монтгомъри (1887 – 1976), офицер
- Томас Мор (1477 – 1535), политик
- Джордж Едуард Мур (1873 – 1958), философ
- Уилям Пит-старши (1708 – 1778), политик
- Александър Поуп (1688 – 1744), поет
- Хенри Пърсел (1659 – 1695), композитор
- Огъстъс Пюджин (1812 – 1852), архитект
- Лайънъл Робинс (1898 – 1984), икономист
- Арчибалд Роузбъри (1847 – 1929), политик
- Норман Селф (1839 – 1911), австралийски инженер
- Уилям Томс (1803 – 1885), фолклорист
- Уилям IV (1765 – 1837), крал
- Чарлз Уолтър Стансби Уилямс (1886 – 1945), писател
- Роналд Фишер (1880 – 1962), учен
- Алфред Хичкок (1899 – 1980), режисьор
- Уилям Харълд Хът (1899 – 1988), икономист
- Артър Хюс (1832 – 1915), художник
- Чарли Чаплин (1889 – 1977), актьор
- Джефри Чосър (1343 – 1400), писател
- Мери Шели (1797 – 1851), писателка

### Родени през 1901 – 1925
- Марджъри Алингам (1904 – 1966), писателка
- Ерик Амблър (1909 – 1998), писател
- Питър Брук (р. 1925), режисьор
- Хю Гейтскел (1906 – 1963), политик
- Стела Гибънс (1902 – 1989), писателка
- Алек Дъглас-Хюм (1903 – 1995), политик
- Алфред Джулс Еър (1910 – 1989), философ
- Кристофър Лий (р. 1922), актьор
- Джон Профюмо (1915 – 2006), политик
- Артър Селдън (1916 – 2005), общественик
- Майкъл Типет (1905 – 1998), композитор
- Алън Тюринг (1912 – 1954), учен
- Патрик Уайт (1912 – 1990), австралийски писател
- Норман Уиздъм (1915 – 2010), актьор
- Джак Хокинс (1910 – 1973), актьор

### Родени през 1926 – 1950
- Стивън Беркоф (р. 1937), актьор
- Антъни Бийвър (р. 1946), историк
- Джаклин Брискин (р. 1927), писателка
- Дейвид Гемел (р. 1948), писател
- Мартин Гилбърт (1936 – 2015), историк
- Иън Гилън (р. 1945), рокпевец
- Джими Грийвз (р. 1940), футболист
- Питър Грийн (р. 1946), музикант
- Тони Джъд (1948 – 2010), историк
- Реймънд Дърнат (1932 – 2002), кинокритик
- Ричард Евънс (р. 1947), историк
- Елизабет II (1926 – 2022), кралица
- Юсуф Ислям (р. 1948), музикант
- Майкъл Кейн (р. 1933), актьор
- Джон Киган (1934 – 2012), историк
- Израел Кирцнър (р. 1930), икономист
- Дейвид Лодж (р. 1935), писател
- Дон Маккинън (р. 1939), новозеландски политик
- Джон Мартин (1948 – 2009), музикант
- Ричард Мей (1938 – 2004), юрист
- Пол Морисън (р. 1944), режисьор
- Стърлинг Мос (р. 1929), автомобилен състезател
- Майкъл Найман (р. 1944), композитор
- Джон Озбърн (1929 – 1994), драматург
- Харолд Пинтър (р. 1930), писател
- Камила Паркър-Боулз (р. 1947), съпруга на уелския принц
- Род Стюарт (р. 1945), музикант
- Питър Фрамптън (р. 1950), музикант
- Синтия Харод-Игълс (р. 1948), писателка
- Оливър Харт (р. 1948), икономист
- Албърт Хемънд (р. 1944), певец
- Греъм Хил (1929 – 1975), автомобилен състезател
- Джефри Хинтън (р. 1947), информатик
- Майкъл Хоутън (р. 1949), вирусолог
- Чарлз (р. 1948), принц на Уелс

### Родени след 1950
- Тони Абът (р. 1957), австралийски политик
- Дейвид Бекъм (р. 1975), футболист
- Джереми Блек (р. 1955), историк
- Джон Бойега (р. 1992), актьор
- Тим Бърнърс-Лий (р. 1955), математик
- Сид Вишъс (1957 – 1979), музикант
- Матю Вон (р. 1971), продуцент и режисьор
- Шарлот Генсбур (р. 1971), актриса
- Мартин Гор (р. 1961), музикант
- Дънкан Джоунс (р. 1971), режисьор
- Кришна Дхарма (р. 1944), военен, духовник, писател
- Питър Ебдън (р. 1970), играч на снукър
- Чиуетел Еджиофор (р. 1977), актьор
- Даниел Калуя (р. 1989), актьор
- Микаела Коел (р. 1987), актриса
- Мат Лукас (р. 1974), актьор
- Марк Мазауър (р. 1958), историк
- Джордж Майкъл (р. 1963), музикант
- Ник Моран (р. 1969), актьор
- Лорънс Норфък (р. 1963), писател
- Робърт Патинсън (р. 1986), актьор
- Еди Редмейн (р. 1982), актьор
- Тилда Суинтън (р. 1960), актриса
- Кийфър Съдърланд (р. 1966), актьор
- Джон Тери (р. 1980), футболист
- Катрин Уеб (р. 1986), писателка
- Фийби Уолър-Бридж (р. 1985), актриса
- Емили Уотсън (р. 1967), актриса
- Орландо Файджис (р. 1959), историк
- Ник Фрост (р. 1972), актьор
- Дънкан Халдейн (р. 1951), физик
- Наоми Харис (р. 1976), актриса
- Демис Хасабис (р. 1976), невроучен
- Деймън Хил (р. 1960), автомобилен състезател
- Джонатан Хил (р. 1960), политик

## Починали в Лондон

### Починали до 1900
- Джоузеф Адисън (1672 – 1719), писател и политик
- Илайъс Ашмол (1617 – 1692), антиквар
- Френсис Бейкън (1561 – 1626), философ
- Хенри Бейкър (1698 – 1774), естественик
- Елена Блаватска (1831 – 1891), руска писателка
- Уилям Блейк (1757 – 1827), поет и художник
- Робърт Браун (1773 – 1858), ботаник
- Форд Мадокс Браун (1821 – 1893), художник
- Изъмбард Кингдъм Брунел (1806 – 1859), инженер
- Томас Греъм (1805 – 1869), химик
- Джоузеф Грималди (1778 – 1837), актьор
- Едмънд Гънтър (1581 – 1626), математик
- Фридрих Енгелс (1820 – 1895), немски философ
- Артър Йънг (1741 – 1820), общественик
- Уилям Какстън (1422 – 1492), издател
- Хенри Коул (1808 – 1882), изобретател
- Жозеф Лавале (1747 – 1816), френски литератор
- Фредерик Лейтън (1830 – 1896), художник
- Джон Линдли (1799 – 1865), ботаник
- Карл Маркс (1818 – 1883), германски философ
- Джон Миле (1829 – 1896), художник
- Томас Мор (1477 – 1535), политик
- Фредерик Норт (1732 – 1792), политик
- Исак Нютон (1642 – 1727), учен
- Джон Оупи (1761 – 1807), художник
- Робърт Пийл (1788 – 1850), политик
- Уилям Пит-младши (1759 – 1806), политик
- Хенри Пърсел (1659 – 1695), композитор
- Майн Рид (1818 – 1883), писател
- Джоузеф Ритсън (1752 – 1803), фолклорист
- Емануел Сведенборг (1688 – 1772), шведски учен, философ и теолог
- Насо Уилям Синиър (1790 – 1864), икономист
- Уилям Томс (1803 – 1885), фолклорист
- Бенджамин Уест (1738 – 1820), американски художник
- Джон Уилкинс (1614 – 1672), учен
- Уилям Харвей (1578 – 1657), учен
- Георг Фридрих Хендел (1685 – 1759), германски композитор
- Хенри VIII (1491 – 1547), крал
- Робърт Хук (1635 – 1703), учен
- Томас Чатъртън (1752 – 1770), поет
- Джефри Чосър (1343 – 1400), писател
- Мери Шели (1797 – 1851), писателка

### Починали през 1901 – 1950
- Едмънд Алънби (1861 – 1936), генерал
- Арнолд Бенет (1867 – 1931), писател
- Хорейшо Ботъмли (1860 – 1933), бизнесмен и политик
- Исидор Гунсберг (1854 – 1930), шахматист
- Фриц Заксъл (1890 – 1948), историк на изкуството
- Александър Людсканов (1854 – 1922), български политик
- Чарлз Рени Макинтош (1868 – 1928), архитект
- Реджиналд Маккена (1863 – 1943), политик
- Джордж Оруел (1903 – 1950), писател
- Брам Стокър (1847 – 1912), писател
- Хърбърт Уелс (1866 – 1946), писател
- Зигмунд Фройд (1856 – 1939), австрийски психолог
- Уил Хей (1888 – 1949), актьор
- Невил Хендерсън (1882 – 1942), дипломат
- Артър Хюс (1832 – 1915), художник
- Байъм Шоу (1872 – 1919), художник

### Починали след 1950
- Ерик Амблър (1909 – 1998), писател
- Каха Бендукидзе (1956 – 2014), грузински политик
- Джордж Бест (1946 – 2005), футболист
- Инид Блайтън (1897 – 1968), писателка
- Денис Габор (1900 – 1979), унгарски физик
- Рори Галахър (1948 – 1995), ирландски музикант
- Хю Гейтскел (1906 – 1963), политик
- Стела Гибънс (1902 – 1989), писателка
- Мартин Гилбърт (1936 – 2015), историк
- Гибсън Гоуленд (1877 – 1951), актьор
- Дейви Греъм (1940 – 2008), музикант
- Бърт Дженш (1943 – 2011), музикант
- Реймънд Дърнат (1932 – 2002), кинокритик
- Томас Стърнз Елиът (1888 – 1965), писател
- Алфред Джулс Еър (1910 – 1989), философ
- Франсис Йейтс (1899 – 1981), историчка
- Слободан Йованович (1869 – 1958), сръбски политик
- Стенли Кубрик (1928 – 1999), американски режисьор
- Оскар Ланге (1904 – 1964), полски икономист
- Джоузеф Лоузи (1909 – 1984), американски режисьор
- Георги Марков (1929 – 1978), български писател
- Фреди Меркюри (1946 – 1991), музикант
- Жак Мизес (1865 – 1954), германски/английски шахматист
- Чудомир Начев (1936 – 2005), български лекар
- Решат Нури (1889 – 1956), турски писател
- Борислав Пекич (1930 – 1992), сръбски писател
- Карл Попър (1902 – 1994), философ
- Джон Профюмо (1915 – 2006), политик
- Лайънъл Робинс (1898 – 1984), икономист
- Юзеф Ротблат (1908 – 2005), полски физик
- Джон Саймън (1873 – 1954), политик
- Бон Скот (1946 – 1980), австралийски музикант
- Майкъл Типет (1905 – 1998), композитор
- Кен Тирел (1924 – 2001), автомобилен състезател
- Петър Увалиев (1915 – 1999), български писател
- Джими Хендрикс (1942 – 1970), американски музикант
- Джак Хокинс (1910 – 1973), актьор
- Александър Христов (1929 – 2005), български журналист
- Уинстън Чърчил (1874 – 1965), политик
- Алберт Шпеер (1905 – 1981), германски политик
- Пер Якобсон (1894 – 1963), шведски икономист

## Други личности, свързани с Лондон
- Дъглас Адамс (1952 – 2001), писател, живее в града през 1974 – 1999
- Жорж Албер Буланже (1858 – 1937), зоолог, живее в града от 1880
- Николай Василев (р. 1969), български политик, работи в града през 1997 – 2000
- Милен Велчев (р. 1966), български политик, работи в града през 1995 – 2001
- Георгиос II (1890 – 1947), крал на Гърция, живее в града през 1940-те
- Джак Изкормвача (?-?), сериен убиец, действал в града през 1888
- Артър Кларк (1917 – 2008), писател, живее в града от 1930-те до 1956
- Рей Клемънс (р. 1948), футболист, работи в града от 1981
- Константинос II (р. 1940), крал на Гърция, живее в града от 1974
- Джули Кристи (р. 1941), актриса, живее в града от 1950-те
- Алън Милн (1882 – 1956), писател, живее в града до 1925
- Робер Пирес (р. 1973), футболист, работи в града от 2000
- Кръстьо Раковски (1873 – 1941), съветски политик, посланик в града през 1923 – 1925
- Мика Сало (р. 1966), финландски автомобилен състезател, живее в града от 1980-те
- Георгиос Сеферис (1900 – 1971), гръцки поет, работи в гръцкото посолство през 1931 – 1934, 1951 – 1953 и 1957 – 1961
- Костас Симитис (р. 1936), гръцки политик, завършва икономика в средата на 20 век
- Алфред Сисле (1839 – 1899), френски художник, живее в града през 1857 – 1862
- Артър Улф (1766 – 1837), инженер, живее в града през 1785 – 1811
- Милош Църнянски (1893 – 1977), сръбски писател, живее в града през 1941 – 1965
- Корней Чуковски (1882 – 1969), руски писател, кореспондент през 1901 – 1905
- Уилям Шекспир (1564 – 1616), драматург, работи в града от 1590-те